# Zabytki w Zielonej Górze

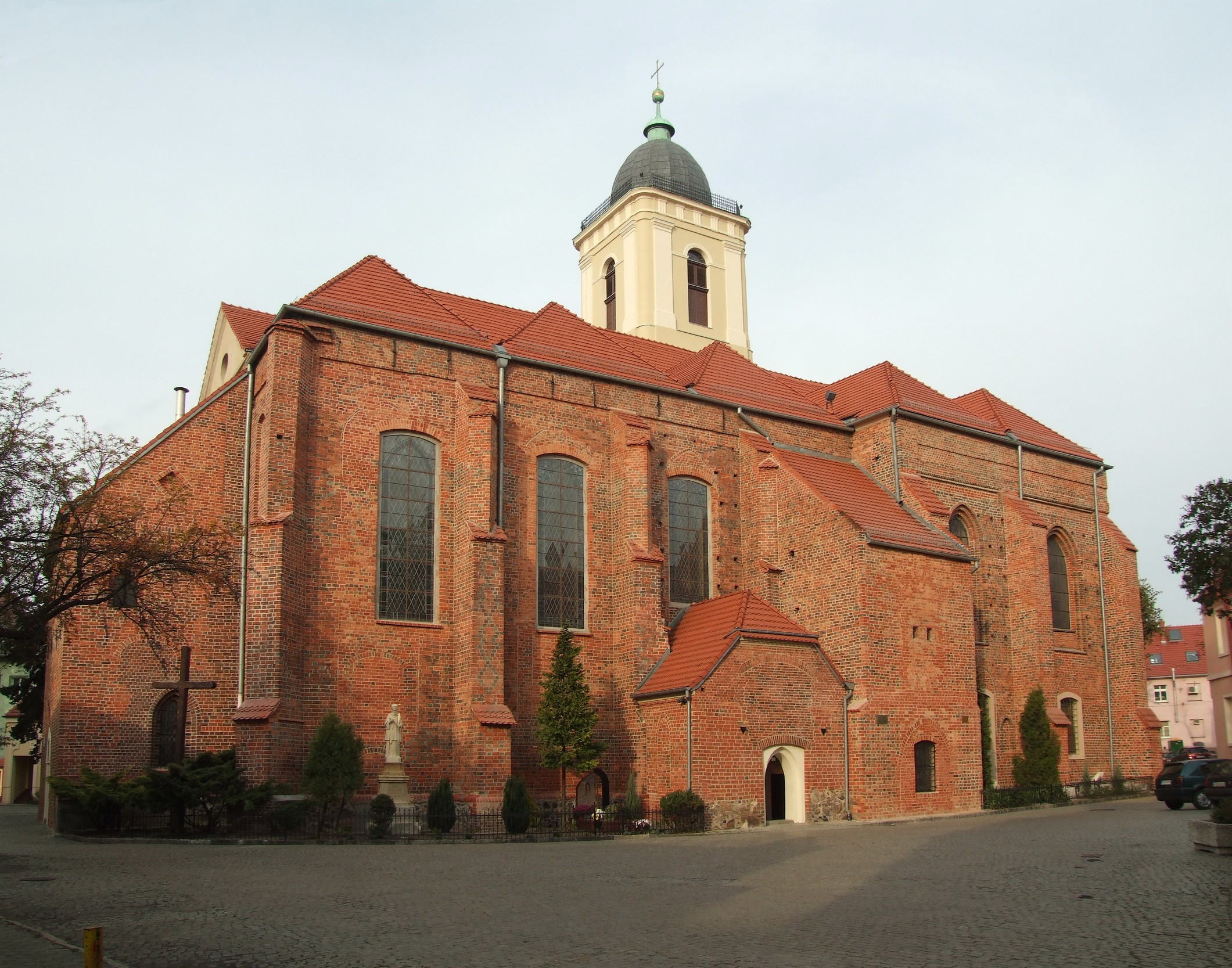
Konkatedra św. Jadwigi Śląskiej

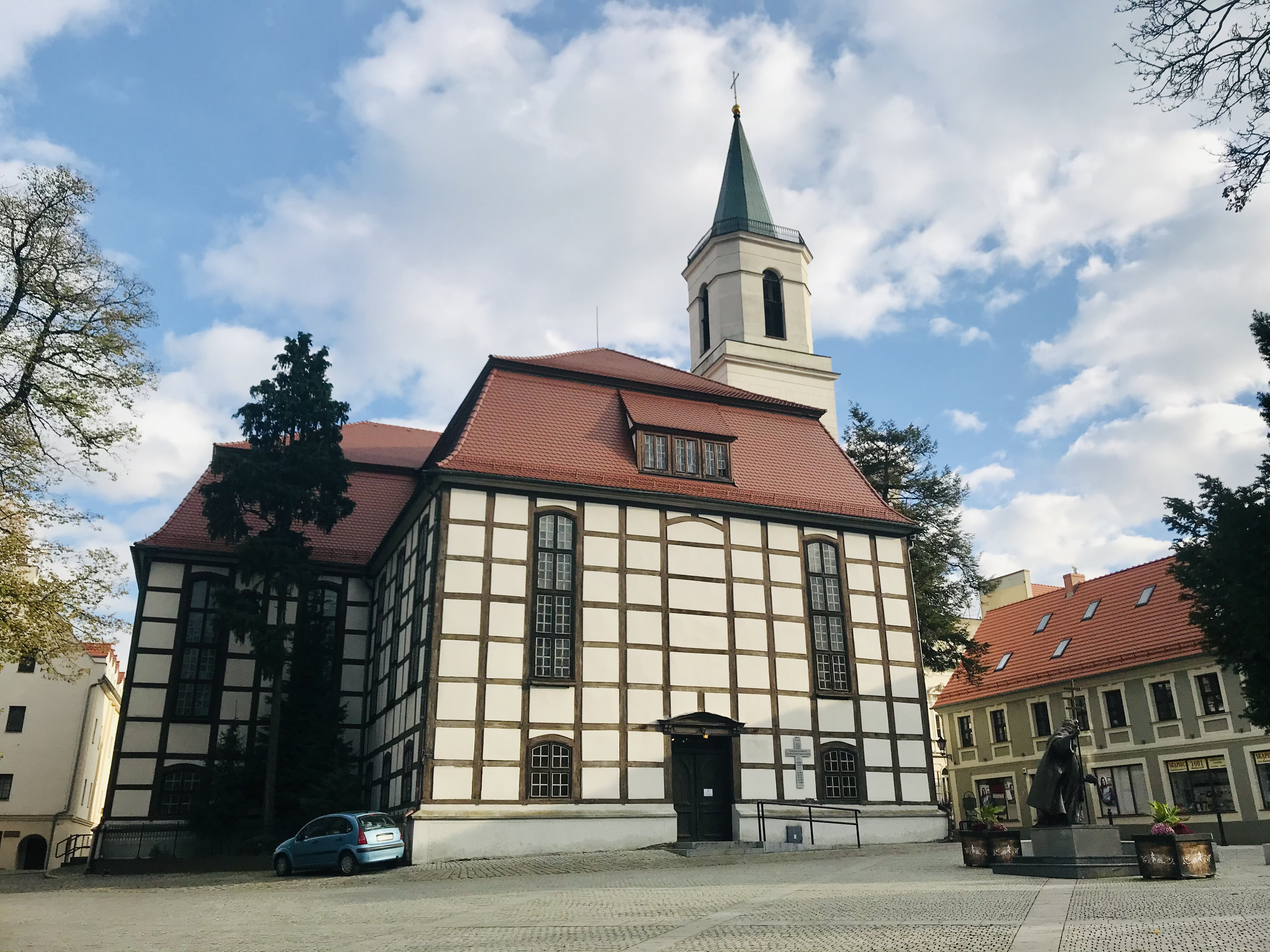
Kościół Matki Boskiej Częstochowskiej

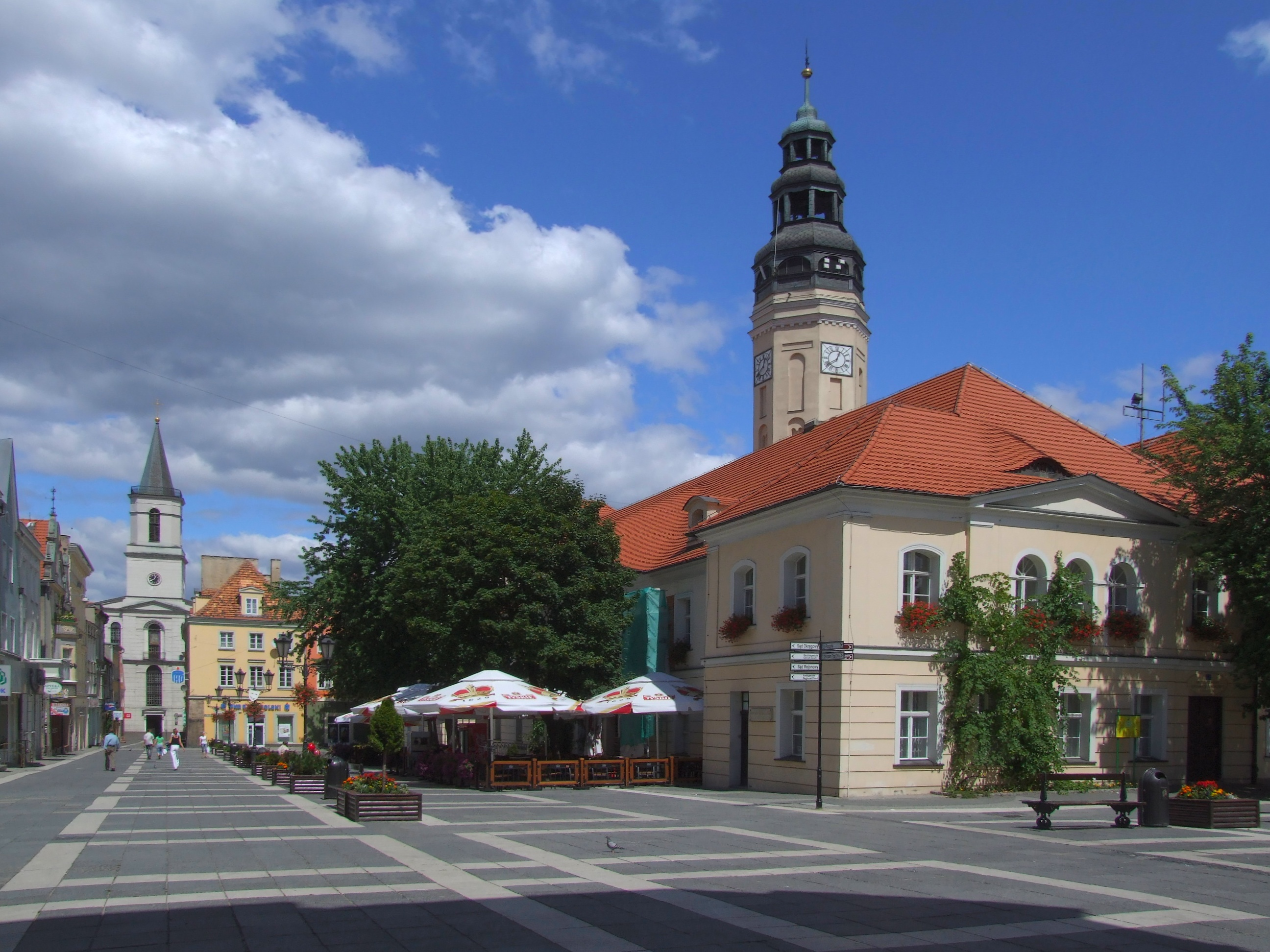
Ratusz. Po lewej stronie widoczne jest południowe wejście do kościoła Matki Boskiej Częstochowskiej

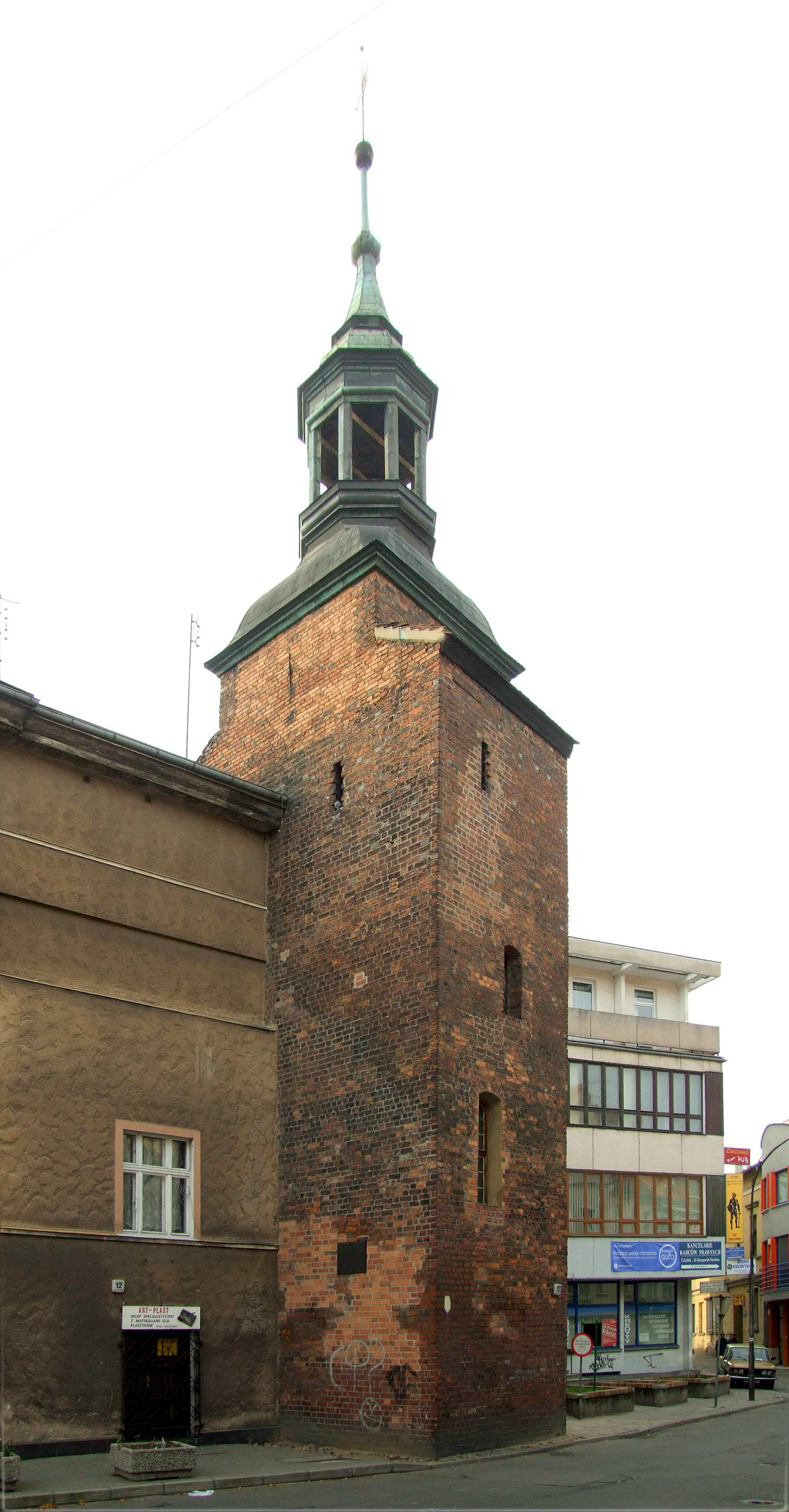
Wieża Łazienna w Zielonej Górze

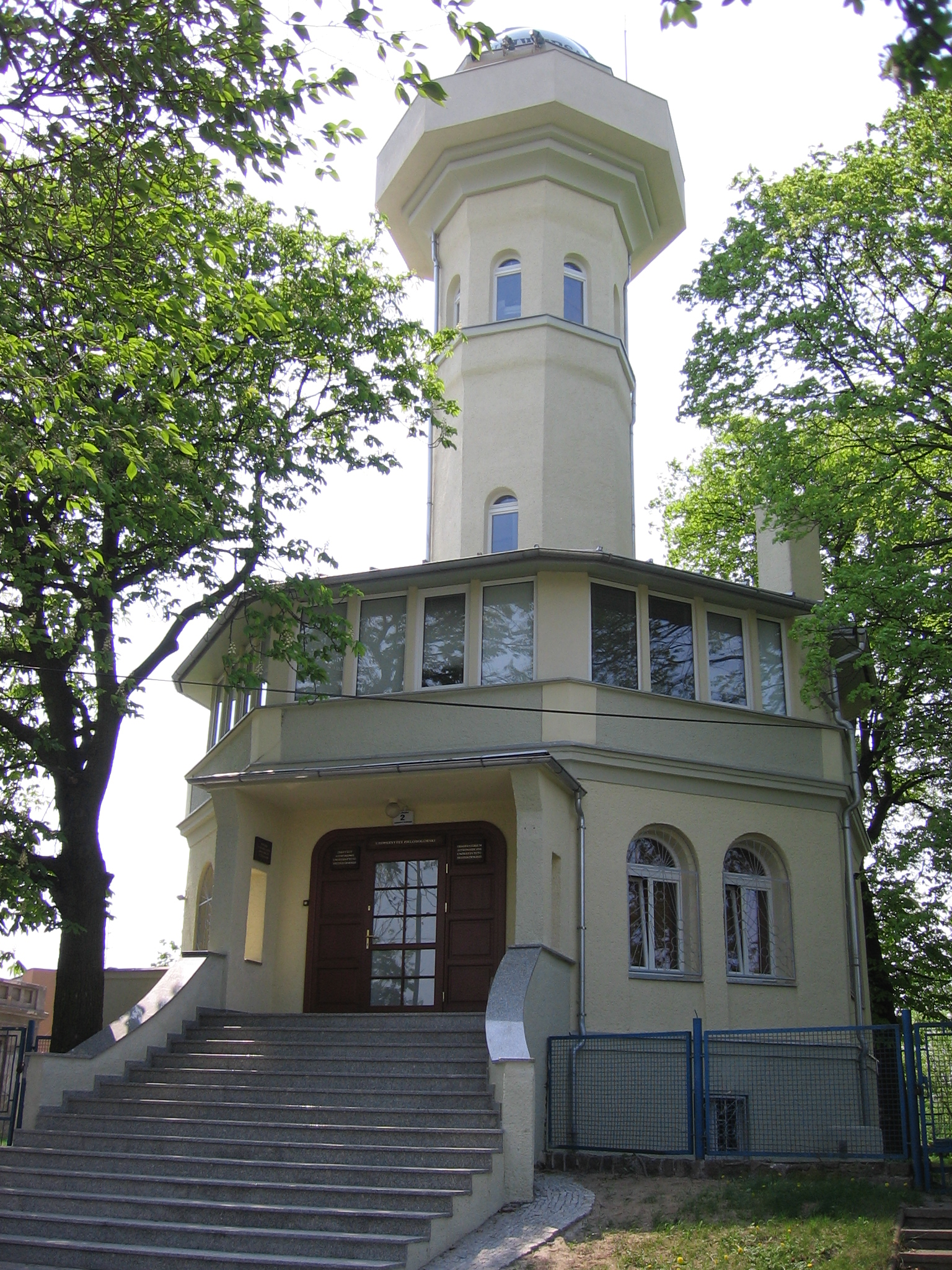
Wieża Braniborska w Zielonej Górze

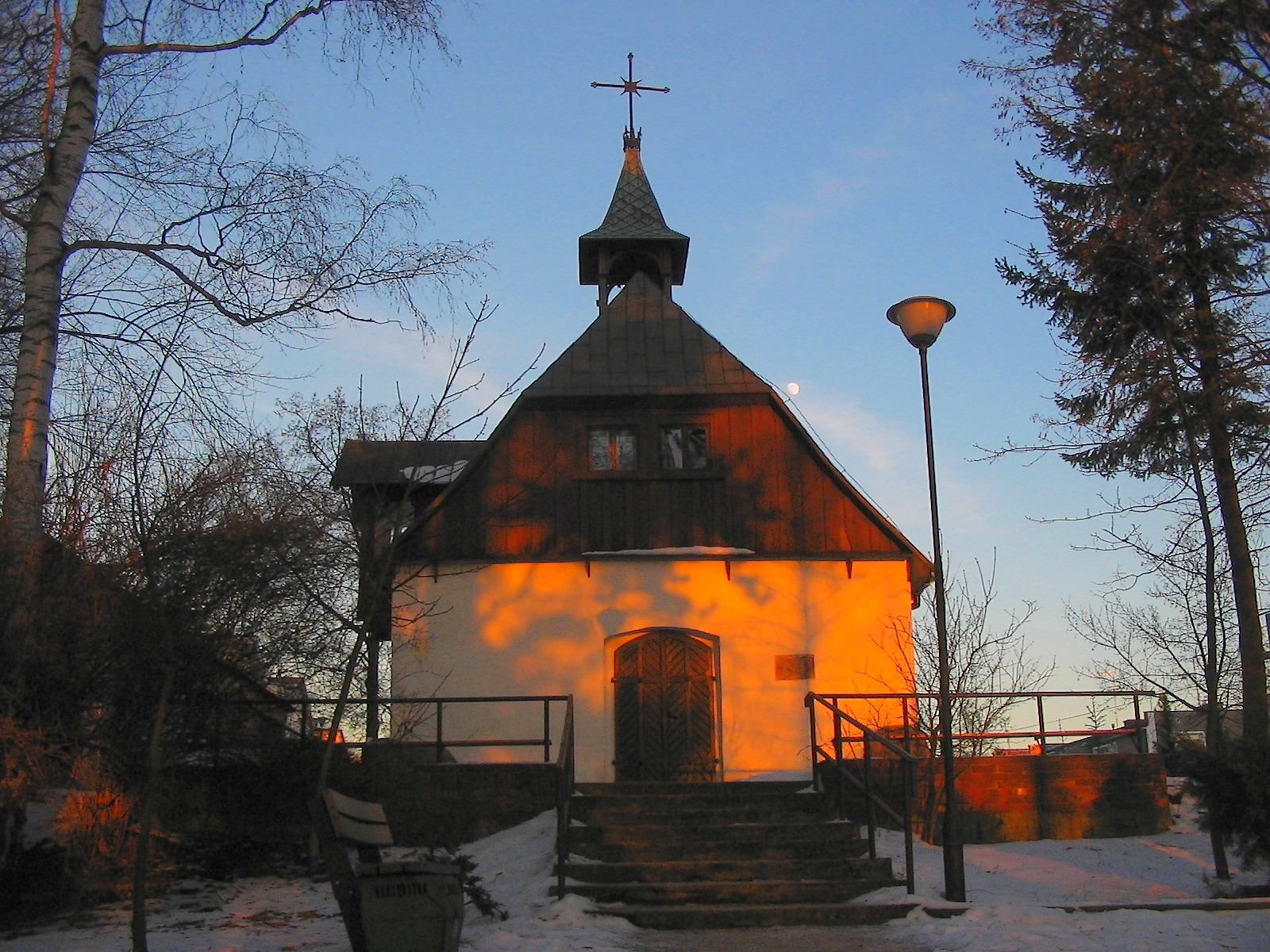
Kaplica Najświętszej Marii Panny

Zielona Góra to miasto z nielicznymi zabytkami sięgającymi średniowiecza i czasów piastowskich, jednak układ śródmieścia z zachowanym średniowiecznym układem ulic oraz nasycenie miasta historyczną zabudową z XIX i początków XX w. spowodowało wpisanie - decyzją wojewódzkiego konserwatora zabytków - całego centrum Zielonej Góry do rejestru zabytków. Istotnym dla tego stanu rzeczy pozostaje fakt, iż miasto nie uległo zniszczeniom II wojny światowej.

## Budynki sakralne

### Konkatedra św. Jadwigi
Najstarszy zabytek Zielonej Góry ufundowany został w II poł. XIII wieku przez księcia Konrada I głogowskiego pod wezwaniem św. Jadwigi (skądinąd babki fundatora). Kościół ten - dziś konkatedra - ukończony został w 1294 przez Henryka III głogowskiego, syna Konrada; sam fundator został pochowany w obrębie świątyni.
W 2006 roku odbył się remont konkatedry który trwał kilka miesięcy. Zmieniono kolor wieży, ściany zaś odświeżono lecz pozostawiono nieotynkowane, dzięki czemu widoczne są ślady przebudowy świątyni w poprzednich wiekach. Nocą katedra jest odpowiednio oświetlona.

### Kościół Matki Boskiej Częstochowskiej
Zbudowany w latach 1746–1748 na planie krzyża. Dawny zbór protestancki Ogród Chrystusowy. Wzniesiony w stylu szachulcowym. Przed każdą Mszą Świętą odsłaniany jest obraz Matki Boskiej Częstochowskiej, zupełnie jak w sanktuarium na Jasnej Górze. Jeden z najstarszych kościołów Zielonej Góry.

## Inne

### Ratusz
Zielonogórski ratusz, jeden z najstarszych zachowanych zabytków Zielonej Góry. Wiele razy przebudowywany. Obecnie jest siedzibą Rady Miejskiej Miasta Zielona Góra.

### Wieża Łazienna
Wieża Łazienna (Wieża Głodowa) w Zielonej Górze. Jeden z najstarszych zabytków miasta, zbudowany w XV wieku. Dawniej w jej wnętrzu znajdowało się więzienie. Jej nazwa wzięła się z tego, że w jej pobliżu znajdowały się łaźnie miejskie.

### Gmach Teatru Lubuskiego
Modernistyczny gmach Teatru Lubuskiego znajduje się przy al. Niepodległości, w pobliżu jej skrzyżowania z ul. Kupiecką. Powstał w 1931 roku, był obiektem wielofunkcyjnym, przystosowanym do wystawiania dzieł zarówno dramatycznych, muzycznych, baletowych, filmów, a nawet oper. Opera zorganizowana na zasadzie impresariatu rozpoczęła działalność od wystawienia opery „Madame Butterfly” dnia 1 kwietnia 1931 roku w nowo oddanym gmachu Teatru Miejskiego. Wystawił ją wrocławski teatr operowy, tytułową partię śpiewała wrocławianka Lydia Pfieffer-Clomb. Po wojnie wielofunkcyjną salę teatralną przebudowano do roli zwykłego teatru, m.in. mocno redukując liczbę miejsc na widowni (z 725 do 385), oraz pozbywając się stosowanego w salach operowych orkiestronu. Obecnie teatr nosi nazwę Lubuskiego Teatru im. L. Kruczkowskiego.

### Wieża Braniborska
Wieża Braniborska w Zielonej Górze – budynek obserwatorium astronomicznego Uniwersytetu Zielonogórskiego, Centrum Astronomii im. Jana Keplera oraz Zielonogórskiego Oddziału Polskiego Towarzystwa Miłośników Astronomii. Wybudowana w latach 1859/1860 początkowo była restauracją-winiarnią z wieżą widokową.

## Inne
- Kaplica pw. Narodzenia Najświętszej Maryi Panny, zwana kaplicą na winnicy. Zbudowana w pierwszej połowie XIV wieku w dowód wdzięczności przez ocalałych Zielonej Góry od panującej w 1314 roku zarazy.
- Kościół pw. Matki Boskiej Królowej Polski, dawna kaplica staroluterańska wybudowana w 1866 roku, obecnie polskokatolicki kościół parafialny.
- Ewangelicki kościół Jezusowy, dawny luterański kościół Chrystusowy. Budowany w latach 1909-1911.
- Kościół parafialny pw. Najświętszego Zbawiciela, dawny kościół ewangelicki Zbawiciela. Budowany w latach 1915-1917.
- Kapliczka wotywna na dzisiejszym os. Pomorskim postawiona w 1780 roku dla upamiętnienia ofiar zarazy, która 100 lat wcześniej spowodowała śmierć trzech czwartych mieszkańców Zielonej Góry. Budowla w stylu klasycystycznym, murowana, z cegły,
- Budynek przy ul. Sikorskiego 6, dawny Dom Stanów Ziemskich. Wybudowany w latach 1690–1692.
- Plebania przy ul. Mickiewicza z XIV wieku[potrzebny przypis],
- Budynek przy ul. Lisowskiego 1-3, dawna szkoła ewangelicka otwarta w 1770 roku,
- Budynek przy ul. Kościelnej 13, dawna szkoła katolicka,
- Budynek Rektoratu Uniwersytetu Zielonogórskiego przy ul. Licealnej 9, dawne liceum dla dziewcząt,
- Budynek sądu okręgowego przy pl. Słowiańskim 6, dawne Gimnazjum im. Fryderyka Wilhelma IV,
- Budynek przy ul. Jedności 78, dawny Zajazd Poczty Kurierskiej z 1740 roku,
- Dom winiarski na winnicy z 1818 roku